# 10175 Aenona
A 10175 Aenona (ideiglenes jelöléssel 1996 CR1) a Naprendszer kisbolygóövében található aszteroida. K. Korlević és D. Matković fedezték fel 1996. február 14-én.